# Oakland (Iowa)
Oakland es una ciudad ubicada en el condado de Pottawattamie en el estado estadounidense de Iowa. En el Censo de 2010 tenía una población de 1527 habitantes y una densidad poblacional de 373,39 personas por km².

## Geografía
Oakland se encuentra ubicada en las coordenadas 41°18′28″N 95°23′47″O / 41.30778, -95.39639. Según la Oficina del Censo de los Estados Unidos, Oakland tiene una superficie total de 4.09 km², de la cual 3.69 km² corresponden a tierra firme y (9.88%) 0.4 km² es agua.

## Demografía
Según el censo de 2010, había 1527 personas residiendo en Oakland. La densidad de población era de 373,39 hab./km². De los 1527 habitantes, Oakland estaba compuesto por el 96.66% blancos, el 0.46% eran afroamericanos, el 0.2% eran amerindios, el 0% eran asiáticos, el 0% eran isleños del Pacífico, el 1.51% eran de otras razas y el 1.18% pertenecían a dos o más razas. Del total de la población el 4.32% eran hispanos o latinos de cualquier raza.